# Chó lông xoáy Nam Phi

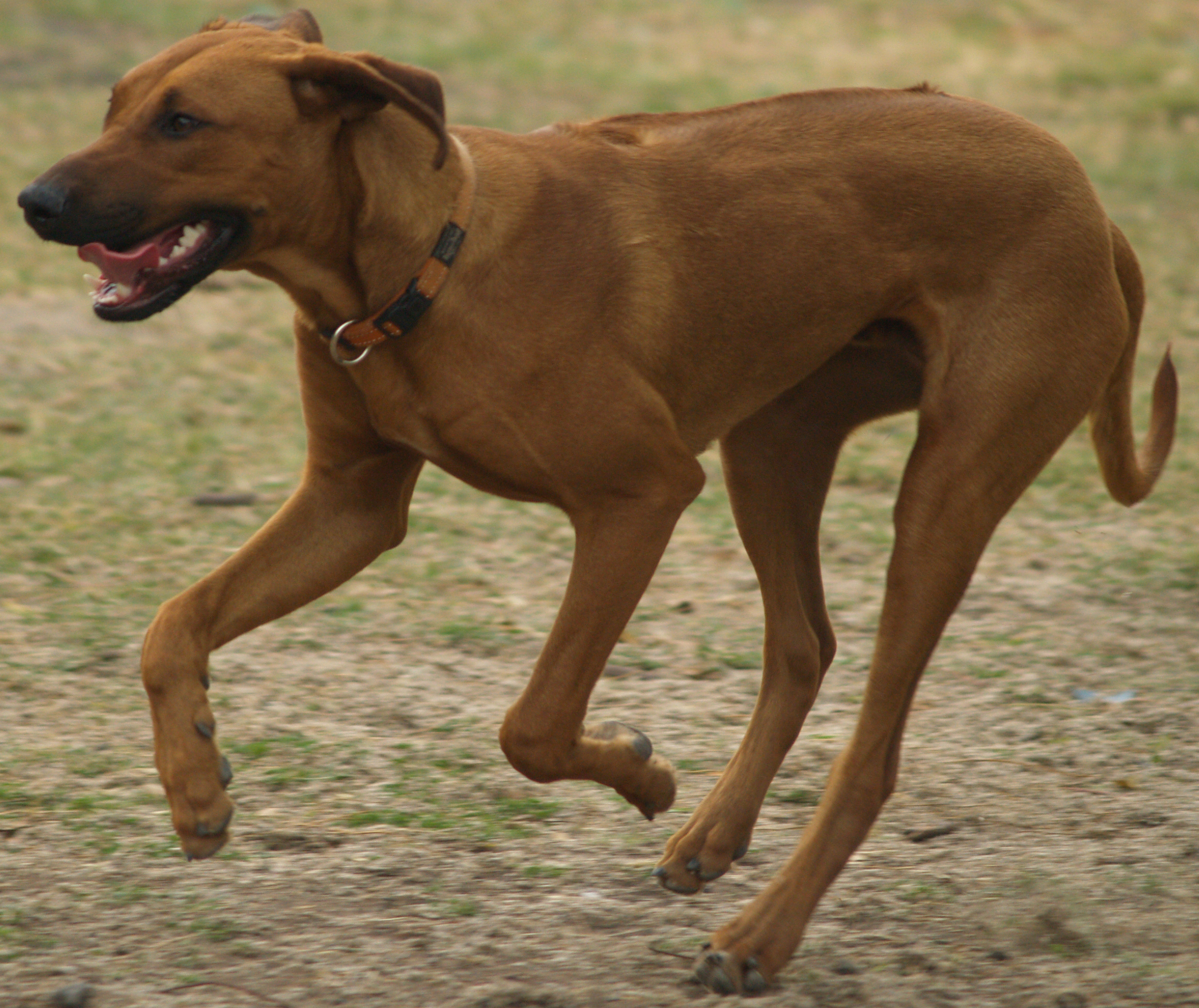
Một con chó xoáy Nam Phi

Chó lông xoáy Nam Phi hay còn có biệt danh là chó săn sư tử Phi châu (Rhodesian Ridgeback) hay hay còn gọi là chó xoáy ngược Rhodesia là một giống chó xoăn có xoáy có nguồn gốc từ Nam Phi, giống chó xoáy Phi Châu có những khác biệt rõ hơn như khá lớn con (30 –39 kg), tai lớn và cụp và do tính hung dữ. Chúng là một trong ba giống chó lông xoáy còn lại trên thế giới gồm chó Phú Quốc của Việt Nam, chó lông xoáy Thái Lan. Đây cũng là một trong những giống chó nguy hiểm, chúng được biết đến với khả năng kéo một con sư tử ra khỏi con mồi. Giống chó này có cái tên xuất phát từ hàng lông dựng đứng trên lưng, hàng lông này tạo nên hai xoáy ở gần vai con Rhodesian Ridgeback đã thuần hoá ở Nam phi.

## Tổng quan
Rhodesian Ridgeback là một giống chó tự nhiên ở châu Phi. Ridgeback là một giống chó khỏe mạnh, dai sức, lông ngắn, được nuôi bởi những người nông dân Boer với hai mục đích săn sư tử và coi nhà khi họ đi săn hoặc làm việc ngoài cánh đồng. Rhodesian Ridgeback có nguồn gốc từ Zimbabwe, Nam Phi và là một giống chó làm việc và chó săn, trông nhà và trông trẻ con. Chúng hình thành từ kết quả lai tạo bởi chó xoáy ngược được những người định cư bộ tộc Boer đem theo từ Nam Phi vào thế kỷ 16 – 17. Chúng được lai tạo giữa nhiều giống chó như Khoikhoi, chó ngao (Mastiff), chó săn hươu (Deerhound) và cả Great Dan.
Tại Rhodesia chúng được xác định tiêu chuẩn vào năm 1922. Giống chó này thích nghi với thời tiết nóng vào ban ngày và lạnh vào ban đêm ở châu Phi. Chúng được nhập vào Mỹ vào năm 1050 và được AKC ghi nhận vào năm 1955. Trong thế chiến II, do khó chạy thức ăn cho chúng và cả cho người, nhiều con Rhodesian Ridgeback đã bị xẻ thịt làm thực phẩm, nên chỉ còn lại không nhiều. Ngày nay chúng được phục hồi trở lại. Đây là giống chó rất thân thiện với con người, sẽ có một quan hệ mật thiết với chủ nếu như người chủ nuôi chúng trong 4-5 năm đầu của cuộc đời chúng.

## Lịch sử
Chó xoáy lưng Rhodesian được giới thiệu là giống chó được đăng ký có nguồn gốc từ vùng đất phía châu Phi. Nguồn gốc của chúng có thể tìm thấy từ những vùng đất là thuộc địa ở vùng mũi Hảo Vọng ở phía châu Phi, nơi mà chúng được lai tạo từ những con chó của những người đến khai phá vùng đất thuộc địa với những con chó săn bán hoang dã có bờm lưng của người Hottentot. Thường đi săn theo nhóm hai hoặc ba con, chức năng ban đầu của Chó xoáy lưng Rhodesian, hay còn gọi là chó săn sư tử, là đánh hơi theo dấu con mồi, đặc biệt là sư tử, và với khả năng đặc biệt linh hoạt, chúng quây lùa con mồi cho tới khi người thợ săn xuất hiện.
Nguồn gốc của giống chó này bắt đầu từ những người Đan Mạch, người Đức, và người Pháp khi di cư đến châu Phi vào thế kỷ 16 và 17 đã mang theo các giống chó Dané, ngao (Mastiff), Greyhound, chó đánh hơi (Blôdhounds), chó sục (Teriers) và một số giống chó khác. Sau đó, vào năm 1707, những người Âu di cư đến châu Phi đã kỷ niệm 100 năm. Những người bản xứ Hốt ten tốt (Hottentot) đã có một giống chó sống nửa hoang dã với một đường xoáy ngược trên lưng. Chỉ có thêm một giống chó khác trên thế giới cũng có xoáy như thế được tìm thấy trên thế giới là giống Phú Quốc của Việt Nam và chó xoáy Thái, tổ tiên của nó có thể là giống chó săn châu Phi có tên là Hottentot. Có thời người ta dùng chúng để săn sư tử vì vậy nó còn có cái tên là chó săn sư tử châu Phi.
Người ta chưa xác định được đâu là nơi giống chó với xoáy ngược xuất hiện trước, từ châu Phi rồi qua các thương vụ đến châu Á hay là ngược lại. Sự lai tạo giữa giống chó địa phương này với các giống di cư đã tạo ra giống Rosidean Ridgeback ngày nay. Những khả năng mà người nông dân châu Phi tìm cho chó của họ bắt giữ và lôi về những con hươu đã bị thương, giữ nhà và coi trộm vào ban đêm. Chúng phải có bộ lông ngắn để chống chọi lại với thời tiết nóng nực khắc nghiệt, có khả năng đi săn 24 giờ liền mà không cần uống nước, cũng như phải đáp ứng lại được sự chênh lệch nhiệt độ quá lớn ở châu Phi giữa ngày và đêm.
Vào năm 1877, Reverend Charles Helm đã đem hai con chó xoáy ngược (Ridgeback) đến Rhodesia, nơi có một cuộc thi chó săn lớn và phát hiện ra rằng chúng có khả năng tối ưu khi săn những con sư tử trên lưng ngựa trong cuộc thi. Những người tham gia cuộc thi đã đứng hết lên và trầm trồ về khả năng săn rất tốt của những con chó này. Đến năm 1922, một nhóm những người nuôi chó ở Rhodesian đã đặt ra tiêu chuẩn cho giống chó này và những tiêu chuẩn này còn tồn tại đến tận hôm nay. Chưa có thong tin về những con chó Ridgback châu Phi được đưa tới Mỹ như thế nào. Có một số được đưa đến Mỹ vào trước năm 1940, và có thể là vào năm 1912. Tuy nhiên, sau thế chiến II, một số lượng lớn đã được nhập khẩu vào Mỹ, cũng như các quốc gia khác, như Anh và Canada. Giống Ridgback châu Phi được chấp nhận bởi Hiệp hội chó thế giới vào năm 1955.

## Đặc điểm
Chúng là giống chó to, đầy cơ bắp, khỏe mạnh, có màu nâu là chính. Chiều cao của chó đực từ 63 – 69 cm, chó cái 61– 66 cm. Trọng lượng của chó đực 36–41 kg, còn chó cái 29–34 kg. Tuổi thọ chúng từ 10–12 năm. Vùng trán giữa hai tai phẳng, mõm dài có màu đen hay nâu đậm, mũi màu đen hay bạc, hai mắt tròn, thường có màu nâu. Tai to trung bình, dựng đứng hoặc cụp với vành tai sát đầu khá to và nhỏ dần lên đĩnh thành một chóp nhọn.
Rhodesian Ridgeback có cơ đùi rắn khỏe, hai chân trước thẳng, khỏe, đuôi rất dài và thon dần về mút cuối. Lông ngắn và dày với chòm lông mọc ngược rất cân đối trên lưng. Rhodesian Ridgeback được coi là giống chó dẻo dai, nhưng nếu không được tập luyện tốt cũng dễ bị mệt mỏi và khó bảo. Chúng là loài chó săn, chó canh gác tốt, hiền lành, thông minh, thích sống ngoài trời hơn trong nhà, nhưng đôi khi không nên cho trẻ con chơi cùng vì dễ bị chúng vật ngã. 

### Ngoại hình
Về ngoại hình chung, giống chó xoáy lưng Rhodesian có một thân hình rất cân đối, mạnh mẽ, cơ bắp nhưng lanh lợi và hoạt bát. Tổng quan thân hình bên ngoài đối xứng nhau và thể hiện khả năng bền bỉ, dẻo dai khi vận động ở một tốc độ vừa phải Chúng có loại lông: ngắn, màu sắc gồm đỏ, trắng đục, Chiều cao từ 63,5–69 cm trong đó chiều cao tới vai của chó đực là từ 63–69 cm, chó cái từ 61–66 cm, và trọng lượng từ 34-38,6 kg, trong đó cân nặng chó đực đến 36,5 kg, chó cái 32 kg. Điểm nhấn mạnh là khả năng linh hoạt, dáng vẻ thanh lịch và không có những khuynh hướng nặng nề.
Điểm đặc biệt của gióng chó này là dải bờm trên lưng, được hình thành từ những dải lông mọc ngược. Bờm lưng như là chiếc huy hiệu của giống chó này. Dải bờm cần phải rõ ràng, cân đối và vót nhọn dần lại ở phía vùng hông. Dải bờm này cần bắt đầu ngay phía sau vai và kéo dài liên tục tới khớp xương hông. Dải bờm chỉ có chứa duy nhất hai xoáy tròn,nằm rõ rệt, riêng rẽ và đối xứng với nhau. Viền dưới của đường vòng ở đầu bờm không kéo dài xuống quá một phần ba của bờm. Độ rộng của bờm tốt nhất là khoảng 5 cm.
Sọ chúng có chiều dài từ xương chẩm tới điểm tiếp giáp giữa trán và gốc mũi bằng với chiều dài từ điểm này tới chóp mũi và bằng với khoảng rộng của sọ ở giữa hai tai. Đầu không có các nếp nhăn khi chó thư giãn, nghỉ ngơi. Điểm tiếp giáp giữa trán và gốc mũi khá rõ và không được nằm trên một đường thẳng nối từ chóp mũi đến xương chẩm. Ở vùng mặt thì mũi có màu đen hoặc nâu. Màu của mũi và mắt tương ứng như sau: Mũi màu đen có mắt màu tối, trong khi đó mũi màu nâu có mắt màu hổ phách. Sống mũi cần dài, sâu và mạnh mẽ. Môi phải gọn gàng và vừa vặn khít với hàm. Hàm khoẻ, với bộ răng phát triển toàn diện và miếng cắn hình cắt kéo hoàn chỉnh, cụ thể, răng hàm trên phủ sát bên ngoài răng hàm dưới và nằm vuông góc với hàm. Các răng to khoẻ, đặc biệt là răng nanh và răng tiền hàm. 
Má gọn gàng. Hai mắt nằm tương đối cách xa nhau. Mắt tròn, sáng và lanh lợi, bộc lộ vẻ thông minh qua ánh mắt. Màu mắt phải phù hợp với màu lông của con chó. Tai nằm ở vị trí tương đối cao, có kích thước trung bình, gốc tai khá rộng và thon dần về chóp tai. Chóp tai tròn. Hai tai nằm sát với đầu. Cổ tương đối dài, khoẻ mạnh và không có diềm cổ. Thân mình thì chúng có lung chắc khoẻ. Thắt lưng khoẻ mạnh, cơ bắp và hơi cong nhẹ. Ngực không quá rộng nhưng rất sâu và lớn. Ngực cần sâu chạm tới khuỷ chân trước. Ức nổi rõ khi nhìn từ phía bên. Lồng ngực cong, nhưng không tròn như hình thùng rượu.
Gốc đuôi to khoẻ và thon dần về phía chóp đuôi. Đuôi thon, không thô cứng, có chiều dài trung bình. Vị trí gốc đuôi không ở quá cao, cũng không quá thấp. Đuôi hơi cong nhẹ, nhưng không xoắn. Hai chân trước rất thẳng, chắc khoẻ, xương rất phát triển, khuỷu chân nằm sát với thân mình. Khi nhìn chân trước từ phía bên, chiều ngang chân to hơn nhìn từ phía trước. Vai xiên, gọn gàng và cơ bắp. Cổ chân chắc khoẻ, hơi cong nhẹ. Các múi cơ ở chân sau cần nổi rõ và gọn gàng. Đùi trong cong vừa vặn. Cổ chân sau khoẻ mạnh, tương đối thấp. Bàn chân cứng chắc và tròn, các ngón chân cong và cứng, đệm bàn chân đàn hồi, có lớp lông bảo vệ giữa các ngón chân và đệm chân. Chuyển động hướng thẳng về phía trước, thoải mái và linh hoạt.
Lông ngắn và rậm, nhìn bên ngoài thấy rất mượt và bóng, nhưng không có vẻ mềm mại, xốp như lụa hoặc len. Lông có màu vàng lúa mì từ nhạt tới đỏ. Một đốm trắng nhỏ ở ngực và các ngón chân cũng được chấp nhận. Các đốm trắng quá nhiều ở những vùng này, như kéo tới bụng hoặc phủ quá cả ngón chân thì không được ưa chuộng. Mõm và tai có màu tối cũng được chấp nhận, tuy nhiên những vệt lông đen trên lông ở những vùng khác lại rất không được ưa chuộng.

### Giải bờm
Tiêu chuẩn quan trọng của một con chó giống tốt thì phải có giải bờm đạt các diều kiện gồm dải bờm phải lộ rõ, có hình chóp và cân đối dọc theo sống lưng. Điểm khởi đầu phải bắt nguồn từ chỏm xương vai, kéo dài dọc theo sống lưng và kết thúc tại điểm giao nhau của xương đùi. Dải bờm chỉ được có 2 xoáy đồng dạng, đối xứng nhau qua sống lưng. Cạnh dưới của xoáy không được nằm thấp quá 1/3 chiều dài của dải bờm tính từ điểm khởi đầu. Chiều rộng của dải bờm của các cá thể xuất sắc cần phải tiệm cận tới kích thước 5 cm

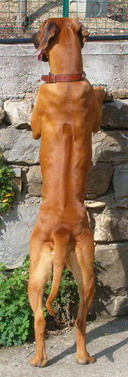
Xoáy trên lưng con chó

Dải bờm phải lộ rõ là việc không có dải bờm là sự lệch chuẩn quá rất rõ ràng. Các cá thể phạm vào điều này không thể được sử dụng trong nhân giống. Dải bời có dạng hình chop, thông thường, dải bờm có xu hướng thu vát lại ngay sau hai xoáy, nhưng cũng có nhiều trường hợp, sự thu vát này chỉ xảy ra tại một khoảng cách nhất định tính từ hai xoáy. Phải có sự đối xứng của dải bờm, đây là đặc điểm rất quan trọng. Dải bờm có dạng vuông, tròn và các hình cân đối khác đều được chấp nhận. Sự cân đối về số lượng và địa điểm của các xoáy.
Điểm khởi đầu cần bắt nguồn ngay từ chỏm vai. Điểm khởi đầu là nơi bắt đầu của những sợi lông có chiều mọc ngược lại so với bộ lông. Ngay có nghĩa là không có khoảng cách giữa 2 chỏm xương vai và "điểm khởi đầu" của dải bờm (D = 0). Khoảng cách này (D) nhỏ hơn 5 cm thì đó là chưa đạt chuẩn, nếu D > 5 cm đó lỗi nặng cần bị loại. Nếu D > 10 cm – không nên sử dụng cho nhân giống. Dải bờm có thể bắt đầu trước cả hai chỏm xương vai. Nếu khoảng cách nhỏ hơn 5 cm sẽ được coi là cho phép, nhưng nếu lớn hơn 5 cm thì sẽ bị phạt trừ điểm. Chó xoáy là loại chó có bờm ở trên lưng chứ không phải trên cổ. Dải bờm kéo dài tới (điểm giao nhau) của xương hông.
Điểm kết của dải bờm có thể nằm dưới điểm giao nhau của xương hông. Nếu khoảng cách đó nhỏ hơn 5 cm, có thể chấp nhận được. Nếu lớn hơn 5 cm sẽ không đáp ứng. Tuy vậy trong thực tế thì các trường hợp có bờm dài đến tận đuôi là rất hiếm gặp. Và chỉ được có 2 xoáy đồng dạng đối xứng. Chúng còn phải đảm bảo tính đồng dạng, không phải là vấn đề đối với các xoáy nằm đối xứng nhau. Tuy nhiên đôi khi sự bất đối xứng xảy ra do độ dài của sợi lông. Chúng phải đối xứng nhau là một chi tiết rất quan trọng. Cạnh dưới của xoáy không được nằm thấp quá 1/3 chiều dài của dải bờm. Kích thước của xoáy không có giá trị gì lớn vì nó hoàn toàn phụ thuộc vào độ dài của sợi lông. Bề rộng của dải bờm ở những cá thể tốt cần tiệm cận tới 5 cm.

## Tập tính
Tính tình chúng khá nghiêm nghị, thông minh, cảnh giác với người lạ nhưng không hung dữ hoặc nhút nhát. Ridgeback đối xử rất thân thiện với chủ của chúng cũng như với những người mà chủ chúng giới thiệu tới chúng, nhưng chúng cũng là một người coi nhà tốt đối với người lạ hoặc khi nghe có tiếng động quanh nhà. Ridgebacks là một giống chó rất thông minh, nhanh nhẹn và dễ dạy. Chúng có thể dễ dàng học được những động tác cơ bản như nằm ngồi, giữ nguyên tư thế. Chúng cũng như các giống chó săn khác, là những con vật có suy nghĩ độc lập. Điều này có nghĩa là rất khó dạy chúng cho những bài học nâng cao. Bởi chúng rất thông minh nên dạy chúng những động tác cơ bản là cần thiết để giữ chúng và tránh việc chúng gây phiền nhiễu.
Con Rhodesian Ridgeback thích bầu bạn với loài người và tính tình dễ gần, nhưng chúng quyết không bỏ qua cho kẻ nào xâm phạm vào tài sản của chủ. Mặc dù không phổ biến, nhưng chúng vẫn có một nhóm người yêu thích. Một đặc điểm khác thường của giống chó này là nó ngủ lâu hơn so với các giống chó khác và chúng chạy rất lẹ làng. Chúng có bộ lông hấp dẫn màu lúa mì điểm xuyết những đốm trắng trên ngực và ngón chân. Chó xoáy lưng Rhodesian được sử dụng làm chó săn ở nhiều nơi trên thế giới, nhưng chúng đặc biệt được ưa chuộng để làm chó canh gác và làm thú nuôi, chó cảnh trong gia đình.